# Lazarett der deutschen Kaiserlichen Marine in Yokohama
Das Lazarett der deutschen Kaiserlichen Marine in Yokohama war ein 1878 im Auftrag der deutschen Kaiserlichen Marine in Yokohama im Kaiserreich Japan errichtetes Lazarett. Es war eines der ganz wenigen in Friedenszeiten außerhalb Deutschland eingerichteten Lazarette und stand deutschen Marine-Angehörigen wie auch Privatpersonen offen.

## Geschichte
Im Zuge der zunehmenden Einflussnahme europäischer Mächte in Ostasien hatten ab 1865 bereits Großbritannien und Frankreich in Japan für ihre Flotten die Zuweisung von Grundstücken zur Errichtung unabhängiger Marinedepots erreicht. Die Niederlande zog 1867 nach. Daher sah sich der preußische Geschäftsträger in Tokio, Max von Brandt, verpflichtet, ebenfalls solche Ansprüche geltend zu machen. Daraufhin wurde ein rund 1200 Quadratmeter großes Küstenterrain zugewiesen. Das Grundstück erwies sich jedoch als unbrauchbar und der Plan, ein eigenes deutsches Marinedepot in Japan zu errichten, wurde vom Chef der Admiralität, Albrecht von Stosch, 1877 abgelehnt.
Bestehen blieben allerdings die Planungen zum Bau eines deutschen Marinelazaretts in Yokohama. Die Planungen lagen bereits seit Anfang der 70er Jahre vor und wurden bei jedem Besuch eines deutschen Schiffs in Yokohama weiter detailliert, so etwa im Oktober 1873 bei dem Besuch der Gedeckte Korvette Nymphe unter dem Kommandanten Louis von Blanc. Mit der Einrichtung des Lazaretts sollte die medizinische Versorgung der in Ostasien besonders gefährdeten Marineangehörigen, die dort unter anderem auf der Ostasiatischen Auslandsstation Dienst taten, gesichert werden. Der Bau wurde 1877 unter Leitung des Sanitätsoffiziers Hermann Gutschow, der sich zu dieser Zeit mit der Gedeckten Korvette Elisabeth in Ostasien aufhielt, begonnen und konnte am 1. Juli 1878 den Betrieb aufnehmen. Laut Verfügung im Marine-Verordnungsblatt waren aufzunehmen: „… alle Angehörigen der Kaiserlichen Marine, Besatzungsmitglieder der Handelsmarine, Post- und Personenschiffe …. Deutsche Reichsangehörige … Angehörige fremder Marinen …. Eingeborene Landbewohner … alle männlichen Geschlechts.“ Die nicht-militärischen Patienten mussten die Dienste des Lazaretts allerdings bezahlen. Die medizinischen Belange einschließlich der Aufsicht über das deutsche und japanische Pflegepersonal oblag dem Chefarzt des Lazaretts, die Verwaltung lag jedoch in den Händen eines Lazarettinspektors, der von der Marinestation der Nordsee gestellt wurde.
Das Lazarett bot Platz für vier Patienten erster Klasse, drei Patienten zweiter Klasse und 48 Patienten der dritten Klasse.
Ab 1885 nahm die Zahl der Patienten aus ausländischen Handelsschiffsbesatzungen und Einheimischen gegenüber denen der deutschen Marine immer mehr zu. Bei dem sehr starken Mino-Owari-Erdbeben im Oktober 1891 wurde das Lazarett beschädigt, konnte seinen Betrieb aber fortsetzen. 1899 wurde ein eigener Operationssaal eingerichtet.
Als ab 1898 die Kaiserliche Marine das vom Kaiserreich China verpachtete Gebiet Kiautschou im Süden der Shandong-Halbinsel in Besitz nahm, wurden ab diesem Zeitpunkt dort auch militärische Infrastruktur, unter anderem auch ein Lazarett, eingerichtet. Das Marine-Lazarett in Yokohama hielt unter diesen Umständen den Betrieb noch bis 1911 aufrecht und wurde dann unter Abzug des medizinischen Personals geschlossen.

## Chefärzte
- Hermann Gutschow: von 1878 bis 1884
- Paul Erdmann Kügler: von 1884 bis 1888
- Richard Kleffel: von 1888 bis 1892
- Johannes Runkwitz: von 1892 bis 1897
- Paul Koch (* 1861): von 1897 bis 1903
- Heinrich Matthiolius (1863–1911): von 1903 bis 1908
- Rudolf Scholtz: von 1908 bis zur Schließung 1911